# UFC Fight Night: McGregor vs. Siver
UFC Fight Night: McGregor vs. Siver è stato un evento di arti marziali miste tenuto dalla Ultimate Fighting Championship svolto il 18 gennaio 2015 al TD Garden di Boston, Stati Uniti.

## Retroscena
Nel match principale della card si sfidarono l'irlandese Conor McGregor ed il tedesco Dennis Siver, per la categoria dei pesi piuma. Il vincitore avrebbe ottenuto la possibilità di sfidare José Aldo per il titolo dei pesi piuma.
Norman Parke doveva affrontare Jorge Masvidal, ma nei primi giorni di dicembre Masvidal subì un infortunio e venne sostituito da Gleison Tibau.
Paul Felder doveva vedersela con Johnny Case, ma il primo venne spostato all'evento UFC 182 per affrontare Danny Castillo. Johnny Case, quindi, fu inserito in un match contro Frank Trevino, ma proprio quest'ultimo si infortunò e venne sostituito da Frankei Perez.
Costas Philippou doveva affrontare Uriah Hall. Tuttavia, Philippou si infortunò e venne rimpiazzato dal veterano della Strikeforce Louis Taylor. L'11 gennaio venne annunciato l'infortunio di Taylor, che subì uno strappo muscolare alla schiena; questo portò alla recessione del contratto dalla federazione. Al suo posto venne inserito Ron Stallings.
Il match tra Eddie Alvarez e l'ex campione pesi leggeri UFC Benson Henderson, programmato per essere il co-main event della serata, saltò a causa della rimozione di Alvarez dalla card. Al suo posto venne inserito Donald Cerrone, quest'ultimo partecipò all'evento UFC 182 svolto soltanto 15 giorni prima, dove sconfisse Myles Jury. Henderson si scontrò precedentemente con Cerrone, all'evento WEC 43 e WEC 48, riuscendo a batterlo in entrambi i casi.

## Risultati
|                  | Divisione         |                 |                 |                  | Metodo                                      | Round           | Tempo           | Premio          |
| Card Principale  | Card Principale   | Card Principale | Card Principale | Card Principale  | Card Principale                             | Card Principale | Card Principale | Card Principale |
| ---------------- | ----------------- | --------------- | --------------- | ---------------- | ------------------------------------------- | --------------- | --------------- | --------------- |
|                  | Pesi Piuma        | Conor McGregor  | batte           | Dennis Siver     | KO Tecnico (pugni)                          | 2               | 1:54            | POTN            |
|                  | Pesi Leggeri      | Donald Cerrone  | batte           | Benson Henderson | Decisione unanime (29-28,29-28,29-28)       | 3               | 5:00            |                 |
|                  | Pesi Medi         | Uriah Hall      | batte           | Ron Stallings    | KO Tecnico (stop medico)                    | 1               | 3:37            |                 |
|                  | Pesi Leggeri      | Gleison Tibau   | batte           | Norman Parke     | Decisione non unanime (29-28, 28-29, 29-28) | 3               | 5:00            |                 |
| Card Preliminare |                   |                 |                 |                  |                                             |                 |                 |                 |
|                  | Pesi Welter       | Cathal Pendred  | batte           | Sean Spencer     | Decisione unanime (29-28, 30-27, 30-27)     | 3               | 5:00            |                 |
|                  | Pesi Welter       | Lorenz Larkin   | batte           | John Howard      | KO Tecnico (pugni)                          | 1               | 2:17            | POTN            |
|                  | Pesi Leggeri      | Chris Wade      | batte           | Zhang Lipeng     | Decisione unanime (30-26, 30-26, 30-26)     | 3               | 5:00            |                 |
|                  | Pesi Mosca        | Patrick Holohan | batte           | Shane Howell     | Decisione unanime (30-27, 30-27, 30-27)     | 3               | 5:00            |                 |
|                  | Pesi Leggeri      | Johnny Case     | batte           | Frankie Perez    | KO Tecnico (pugni)                          | 3               | 1:54            |                 |
|                  | Pesi Piuma        | Charles Rosa    | batte           | Sean Soriano     | Sottomissione (D'Arce choke)                | 3               | 4:43            |                 |
|                  | Pesi Mediomassimi | Sean O'Connell  | batte           | Matt Van Buren   | KO Tecnico (pugni)                          | 3               | 2:11            | FOTN            |
|                  | Pesi Mosca        | Joby Sanchez    | batte           | Tateki Matsuda   | Decisione non unanime (29-28, 28-29, 30-27) | 3               | 5:00            |                 |

- Zhang venne penalizzato con la detrazione di 1 punto per ripetuti colpi all'inguine dell'avversario.

## Premi
I lottatori premiati ricevettero un bonus di 50.000 dollari.
Legenda:
- FOTN: Fight of the Night (vengono premiati entrambi gli atleti per il miglior incontro dell'evento)
- POTN: Performance of the Night (viene premiato il vincitore per la migliore performance dell'evento)

## Incontri Annullati
|  | Divisione    |                  |        |                  | Motivo                                      |
|  | ------------ | ---------------- | ------ | ---------------- | ------------------------------------------- |
|  | Pesi Leggeri | Norman Parke     | contro | Jorge Masvidal   | Masvidal subì un infortunio                 |
|  | Pesi Leggeri | Paul Felder      | contro | Johnny Case      | Felder venne inserito nella card di UFC 182 |
|  | Pesi Leggeri | Frank Trevino    | contro | Johnny Case      | Trevino subì un infortunio                  |
|  | Pesi Medi    | Costas Philippou | contro | Uriah Hall       | Philippou subì un infortunio                |
|  | Pesi Medi    | Louis Taylor     | contro | Uriah Hall       | Taylor subì un infortunio                   |
|  | Pesi Leggeri | Eddie Alvarez    | contro | Benson Henderson | Alvarez venne rimosso dalla card            |